# Jean-Charles Colas-Roy
Jean-Charles Colas-Roy, né le 2 mai 1978 à Montpellier (Hérault), est un homme politique français.
Membre du Parti socialiste jusqu'en 2014, puis de La République en marche, il est élu député dans la deuxième circonscription de l'Isère lors des élections législatives de 2017. Il occupe différents postes à l'Assemblée nationale ayant trait à l'énergie. Il est par ailleurs conseiller municipal de Saint-Martin-d'Hères depuis 2016. En 2021, il rejoint le parti Territoires de progrès.

## Biographie

### Parcours professionnel
Diplômé de l'Institut polytechnique de Grenoble (Phelma en 2002 et Ense3 en 2003), il a créé en 2016 une entreprise spécialisée dans le conseil en efficacité énergétique avec trois autres ingénieurs,.
Après avoir perdu son mandat de député en 2022 il devient vice-président de Coenove, une association professionnelle du gaz.

### Parcours politique

#### Débuts
Il s'engage en politique à la suite de la qualification de Jean-Marie Le Pen pour le second tour de l'élection présidentielle de 2002, et entre au Parti socialiste, qu'il quitte en 2014.

#### Député LREM de laXVelégislature
Lors des élections législatives de 2017, il est élu député sous l'étiquette LREM dans la deuxième circonscription de l'Isère — historiquement à gauche depuis 1973 et l'élection d'Hubert Dubedout —, obtenant 73,5 % des suffrages exprimés au second tour face à un candidat FN.
À son arrivée à l'Assemblée, il est rapporteur du projet de loi sur les hydrocarbures pour la commission du Développement durable et de l'Aménagement du territoire grâce au soutien de la présidente Barbara Pompili et du « whip » Jean-Baptiste Djebbari, qui le choisissent en raison de son passé d’ingénieur spécialisé dans le conseil en efficacité énergétique. Il occupe ensuite différents postes ayant trait à l'énergie : membre du conseil d’administration de l’Ademe, co-président du groupe d’études « énergies vertes » à l'Assemblée, vice-président de celui sur les « enjeux économiques de la filière industrielle énergétique ». Avec Anthony Cellier, il anime un groupe de travail informel sur l’énergie, ouvert aux parlementaires LRM, en contact avec le cabinet du ministre de la Transition écologique et solidaire. Il plaide pour que la Programmation pluriannuelle de l'énergie, seulement adoptée par décret, soit débattue et votée au Parlement.
En septembre 2018, après la nomination de François de Rugy au gouvernement, il soutient Barbara Pompili pour lui succéder à la présidence de l'Assemblée nationale. Après l'élection de Richard Ferrand à cette fonction, il se porte candidat pour lui succéder à la présidence du groupe LREM. Il est éliminé au premier tour de scrutin, arrivant en 6e position sur 7 candidats avec 17 voix.
Début 2019, il succède à Jean-Baptiste Djebbari comme « whip » de la commission du Développement durable et de l'Aménagement du territoire,. En juillet 2019, à l'occasion de la remise en jeu des postes au sein de la majorité, il se porte candidat à la présidence de la commission du Développement durable et de l'aménagement du territoire ; Barbara Pompili est réélue à ce poste.
Il est l'auteur d’une proposition de loi visant à créer un statut de citoyen sauveteur, à lutter contre l'arrêt cardiaque et à sensibiliser aux gestes qui sauvent. Cette proposition de loi est adoptée par l'Assemblée nationale en première lecture, le 19 février 2019, à l'unanimité. Elle est définitivement adoptée en deuxième lecture le 12 février 2020.
En septembre 2020, il indique qu'il sera « personnellement très vigilant quant au respect de la cohérence du projet de loi » issu des travaux de la Convention citoyenne pour le climat, « avec la volonté de coller au maximum à l’ambition des citoyens ». Il se dit favorable à consulter les Français par référendum sur la réduction de la limite de vitesse sur autoroute à 110 km/h, proposition retenue par la Convention et au sujet de laquelle il se dit « réticent ». Lors de l'examen du projet de loi Climat-Résilience, il porte des amendements à dimension sociale tels que le reste à charge « zéro » pour les précaires dans le cadre de la rénovation énergétique (non retenu).
En octobre 2020, il vote contre la réintroduction des néonicotinoïdes, en contradiction avec le groupe LREM.
En 2021, en vue de préparer le programme de LREM pour l'élection présidentielle de 2022, il est chargé de piloter le groupe de travail sur la transition écologique. Il est nommé chef de file programmatique de la campagne d'Emmanuel Macron sur la transition écologique.
Il perd son mandat de député à l'issue des élections législatives de 2022, battu par la candidate NUPES Cyrielle Chatelain. En 2024, candidat Renaissance-Ensemble sur la cinquième circonscription de l'Isère, il arrive en troisième position au premier tour et se désiste au profit de Jérémie Iordanoff pour faire barrage au Rassemblement national.

#### Conseiller municipal de Saint-Martin-d'Hères
En novembre 2016, il devient conseiller municipal d'opposition dans la commune de Saint-Martin-d'Hères, par remplacement d'un conseiller municipal démissionnaire sur la liste « Couleurs SMH ».
À l'échelon municipal, dans les jours qui suivent son élection comme député, il quitte le groupe « Couleurs SMH » et crée un nouveau groupe municipal sous l'étiquette « LREM - SMH a des atouts pour réussir », où il est rejoint par trois autres conseillers municipaux[réf. nécessaire]. Ce groupe présidé par Abdellaziz Guesmi change de nom en octobre 2018 et devient « SMH demain ».
En 2020, il est réélu conseiller municipal d'opposition sur la liste centriste.